# Jake Sisko
Jake Sisko è un personaggio immaginario del franchise di fantascienza Star Trek. Interpretato da Cirroc Lofton (giovane) e Tony Todd (adulto), appare nella serie televisiva Star Trek: Deep Space Nine e in tre episodi della miniserie televisiva fanfiction Alone Together: A DS9 Companion (2020). Jake Sisko è uno scrittore terrestre, figlio di Jennifer e Benjamin Sisko, quest'ultimo capitano della stazione spaziale Deep Space Nine.

## Storia del personaggio
Due anni dopo la battaglia di Wolf 359, in cui muore la madre, nel 2369 si trasferisce sulla stazione spaziale Deep Space Nine, dove il padre Benjamin assume il ruolo di comandante per conto della Federazione dei pianeti uniti.
A bordo della stazione, Jake stringe una forte amicizia con il giovane Ferengi Nog. All'inizio suo padre teme che la sua amicizia con un Ferengi possa essere pericolosa, ma alla fine il comandante ha modo di vedere come sia invece costruttiva, quando scopre che, di nascosto, Jake sta insegnando a Nog a leggere. Capita l'infondatezza dei suoi timori, da lì in avanti non interferisce più su questa anomala, ma sincera amicizia.
Nel 2370 Jake fa sapere a suo padre che non seguirà le sue orme arruolandosi nella Flotta Stellare, ma decide di assecondare la sua passione per la scrittura.
Nel 2371 viene accettato alla prestigiosa scuola Pennington, sulla Terra, dove ottiene una borsa di studio in narrativa; Jake rimanda l'ammissione per restare sulla stazione col padre.
Nel 2372 incontra Onaya, che lo ispira nello scrivere il suo primo racconto; Onaya si rivela essere una forma di vita incorporea che vive di energia creativa.
Jake sente molto la mancanza della madre Jennifer, ed è felice quando incontra la Jennifer Sisko dell'universo dello specchio e non esita a seguirla nel suo universo, senza rendersi conto che si tratta di un piano per costringere il padre a collaborare con la Resistenza terrestre contro le forze dell'Alleanza.
Jake approva la nuova relazione del padre con Kasidy Yates, e dà spesso al padre consigli riguardo al loro rapporto.
Jake si rende conto degli orrori della guerra e di quanto tenue sia la linea di demarcazione tra coraggio e codardia nel 2373, quando si trova con Julian Bashir in un ospedale di emergenza su Ajilon Prime sotto attacco delle forze klingon.
Pochi mesi dopo Jake lascia l'alloggio in cui viveva col padre e diventa compagno di camera di Nog, nel frattempo divenuto cadetto della Flotta Stellare e tornato su Deep Space Nine per il tirocinio.
Alla fine dello stesso anno, durante la guerra con il Dominio, diventa corrispondente ufficiale per il servizio informazioni della Federazione. Per raccontare quanto accade su Deep Space Nine, rischia la vita rimanendo sulla stazione quando la Federazione si ritira.

## Interpreti
Il personaggio di Jake Sisko è interpretato dall'attore statunitense Cirroc Lofton in 173 dei 176 episodi della serie Deep Space Nine, fin dal primo episodio pilota, L'emissario (prima parte) (Emissary: Part 1, 1993), all'ultimo, Quel che si lascia (seconda parte) (What You Leave Behind: Part 2, 1999). Il personaggio, nell'episodio della quarta stagione, Il visitatore (The Visitor, 1995), viene inoltre interpretato, da adulto, dall'attore Tony Todd, che, in The Next Generation e Deep Space Nine, interpreta anche il Klingon Kurn/Rodek. Cirroc Lofton riprende il personaggio nella miniserie televisiva fanfiction del 2020, diretta da Craig Alan e Matthew Campbell, Alone Together: A DS9 Companion.

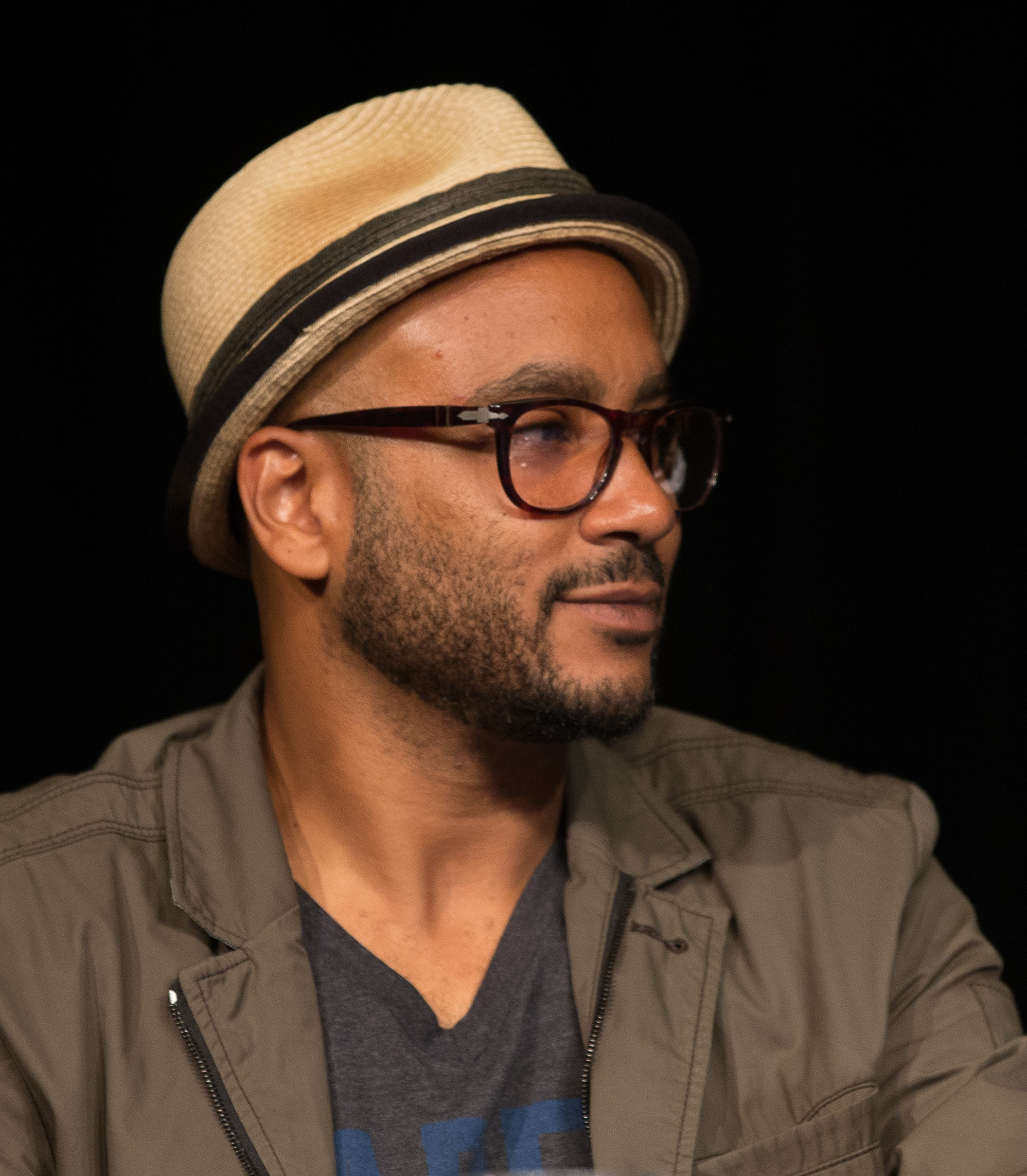
Cirroc Lofton, interprete di Jake Sisko da giovane
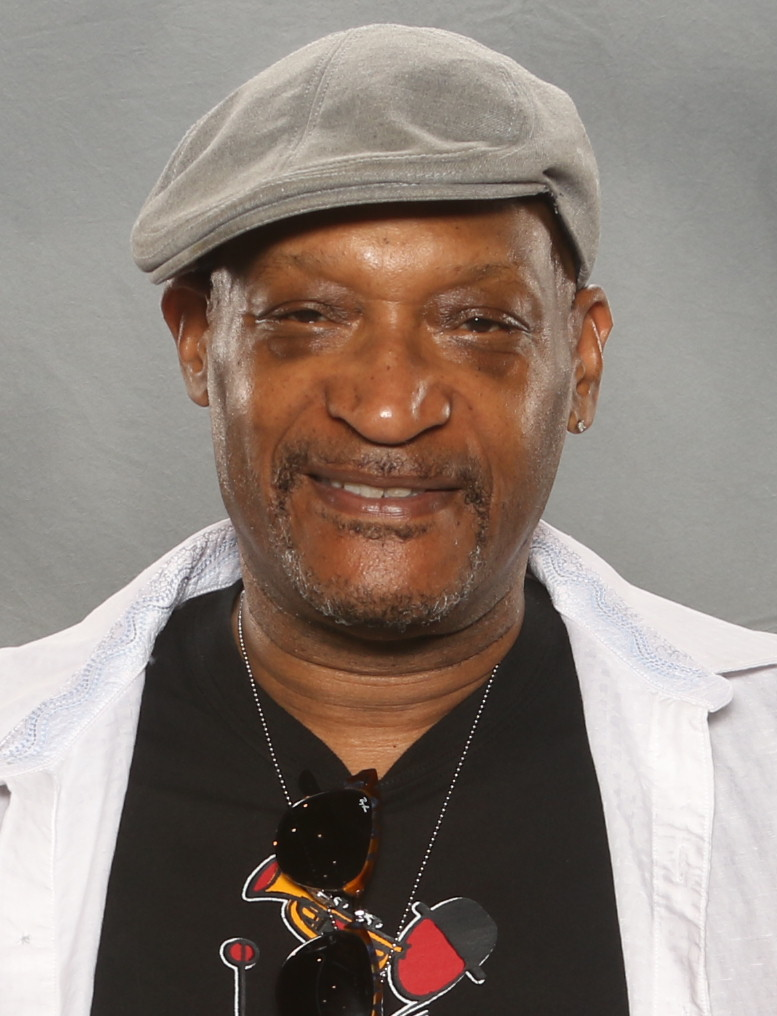
Tony Todd, interprete di Jake Sisko da adulto

## Filmografia
- Star Trek: Deep Space Nine - serie TV, 173 episodi (1993-1999)
- Alone Together: A DS9 Companion, regia di Craig Alan e Matthew Campbell - miniserie TV, episodi 1x02-1x03-1x04 (2020)

## Libri (parziale)

### Romanzi
- (EN) Dafydd ab Hugh, Fallen Heroes, collana Star Trek: Deep Space Nine, n. 5, New York, Pocket Books, 1994, ISBN 067188459X.
- (EN) Greg Cox e John Gregory Betancourt, Devil in the Sky, collana Star Trek: Deep Space Nine, n. 11, New York, Pocket Books, 1995, ISBN 0671881140.
- (EN) Diana G. Gallagher, Arcade, collana Star Trek: Deep Space Nine: Young Adult, illustrazioni di Todd Cameron Hamilton, n. 5, New York, Minstrel/Pocket Books, 1995, ISBN 0671896784.

## Giochi

### Videogiochi
- Star Trek Online (2010)